# Echthrus brevicornis
Echthrus brevicornis är en stekelart som beskrevs av Carl Gustav Alexander Brischke 1865. Echthrus brevicornis ingår i släktet Echthrus och familjen brokparasitsteklar. Inga underarter finns listade i Catalogue of Life.